# 차풀
차풀(학명: Chamaecrista nomame)은 한국·중국 등지에 분포하는 한해살이풀로 높이 30-60cm이다. 줄기에 안으로 굽은 잔털이 있다. 잎은 어긋나기하고 짝수깃꼴겹잎이다. 작은 잎은 줄모양 타원형이고 가장자리가 밋밋하다. 꽃은 7-8월에 노란색으로 잎겨드랑이에 1-2개씩 달리며, 작은 꽃자루 끝에 소포가 있다. 수술은 4개, 암술은 1개이며 씨방에 짧은 털이 있다. 열매는 협과(꼬투리열매)로 편평한 타원형이고 겉에 털이 있으며 2개로 갈라진다. 종자는 검은색으로 광택이 있고 편평하지만 약간 네모가 진다. 냇가 근처의 양지에서 자란다. 한방에서는 어린 열매를 7-8월에 채취하여 그늘에 말려서 신장염·이뇨·건위나 차(茶) 대용으로 쓴다. 개화기는 7-8월, 결실기는 10월이다.